# Легуши
Легуши (укр. Легуші) — село, Калининский сельский совет,
Липоводолинский район, Сумская область, Украина.
Код КОАТУУ — 5923281707. Население по переписи 2001 года составляло 1 человек.

## Географическое положение
Село Легуши находится на расстоянии в 1 км от сёл Весёлое и Шатравино, в 5 км от пгт Липовая Долина. По селу протекает пересыхающий ручей с запрудой. Рядом проходит автомобильная дорога Т-1913.